# Shahd Alshammari
Shahd Alshammari (árabe: شهد الشمري shahd alshamry) es una escritora kuwaití, profesora de inglés y erudita académica.
Es bien conocida por sus investigaciones y artículos que se centran en la defensa de los derechos humanos y de la mujer, los problemas de discapacidad y, recientemente, la narrativa basada en esta problemática. También destaca por haber ganado el premio British Council Alumni Award 2019 al impacto social.
Además, participó en más de 15 congresos como asistente o como oradora, donde debatió sobre diversos temas en los campos de la literatura y la cultura.
Recientemente, ha escrito tres novelas y coescrito otros tres libros.

## Información personal
Shahad Shammari proviene de una familia donde su padre es beduino y su madre palestina.
A la edad de dieciocho años le diagnosticaron la enfermedad de esclerosis múltiple y, a pesar de los malos pronósticos por parte de los médicos, ella continuó con sus estudios y, en 2014, obtuvo su doctorado.
Sus padres desempeñaron un papel importante a la hora de alentar a su hija para que nunca dejara de esforzarse por conseguir un lugar en la sociedad y, a la vez, el de las personas con discapacidad. Su madre no permitió que le trataran de forma especial por ser una mujer con discapacidad, sino que le enseñó a ser completamente independiente y autosuficiente, incluso para lidiar con el dolor.
Gracias a la Dra. Stella Bolaki, una de sus supervisoras del doctorado, Shahad Shammari se aventuró a profundizar en el campo de los estudios sobre la discapacidad, lo que le añadió un significado a su lucha contra su enfermedad y le ayudó a descubrir su pasión por la enseñanza y la escritura creativa.

## Educación
·      En 2008, se graduó del grado en Lengua y Literatura Inglesa en la Universidad de Kuwait.
·      En 2009, obtuvo el Máster en Filología Inglesa en la Universidad de Exeter.
·      El mismo año consiguió el certificado TEFL (Profesor de Inglés como Lengua Extranjera) en la Universidad de Toronto.
·      En 2014, recibió un doctorado en Lengua Inglesa en la Universidad de Kent.

## Información profesional
Shahad Shammari ocupó varios cargos en los campos de la educación y la escritura.
En primer lugar, trabajó en la Arab Open University y en la Universidad del Golfo de Ciencia y Tecnología como profesora adjunta y, en 2013, ascendió a asistente de profesora, puesto que ostenta hasta la actualidad.  
Desde 2014 hasta 2015, brindó sus servicios como editora de dos revistas académicas: Considering Disability y People with Disabilities & Society. En esta última, su función principal era la de revisar los artículos presentados por académicos de todo el mundo y verificar que los artículos se ajustasen a las directrices de la revista.
En una entrevista con el periódico kuwaití Al-Qabas, expresó su deseo de seguir esforzándose por dejar huella en el campo de los derechos humanos e hizo un llamamiento a dar importancia a los problemas de las personas con necesidades especiales y discutirlos a nivel local y global.
Además, participó en numerosos eventos literarios, entre ellos el Festival Literario Emiratí y el Festival del Libro de Malta, donde presentó sus estudios que se centraron, en gran parte, en la mujer y en la categoría de personas con necesidades especiales. En 2016, asistió al Festival de Literatura de Emirates Airline y dio una conferencia en árabe e inglés sobre la contribución de la literatura para mejorar las condiciones de vida y la equidad entre todos los grupos de la sociedad.
Actualmente está trabajando en un libro para niños que, a pesar de la dificultad de escribirlo, lo considera necesario porque aborda el concepto de discapacidad mental y física desde el punto de vista de los niños. También describe la relación médico-paciente con discapacidad en el contexto de Oriente Medio.
A nivel personal, tiene la intención de encontrar un lugar que ofrezca asistencia a niñas con discapacidad.

## Obras

### Libros
Entre sus libros:
- Sobre el amor y la pérdida, Agencia editorial de libros y derechos estratégicos, Nueva York, 2015.[6]
- La locura literaria de la escritura de mujeres británicas, poscoloniales y beduinas, Cambridge Literary Press, Naciones Unidas, 2016.[7][8]
- Olvídate de las palabras (Título original: Forget the Words), Editorial Kalimat, Al Mirqab, 2016.[9]
- El secreto 50/50, Editorial Kalimat, Al Mirqab, 2018.

### Colección de cuentos
- Pensamientos sobre el cuerpo (título original: Notes on the Flesh), Editorial Mariposa, Malta, 2017. Esta colección incluye cuentos que tienen como objetivo crear conciencia sobre temas relacionados con las personas con discapacidad y sus diferencias de género. Shahd Alshammari y otros pacientes con esclerosis múltiple se proclamaron héroes de estos cuentos.[3]

### Publicaciones conjuntas
- Capítulo Una identidad académica híbrida: negociación de una discapacidad dentro del discurso académico sobre la capacidad (Título original: A Hybridized Academic Identity: Negotiating a Disability Within Academia's Discourse of Ableism) del libro Negociación de la discapacidad: divulgación y educación superior (título original: Negotiating Disability: Disclosure and Higher Education), de Stephanie Kirschbaum y Laura Eisenman, Prensa de la Universidad Estatal de Michigan, Michigan, 2017.
- Capítulo Nuestras ilusiones (título original: The Illusion of Us) del libro La expresión de las nuevas realidades de las mujeres árabes (título original: Arab Women Voice New Realities), de las escritoras Roseanne Khalaf y Dima Nasser, Imprenta Turning Point, Beirut, 2018.
- Capítulo Interpretación de las microagresiones de la supremacía blanca, la discapacidad y la masculinidad en la academia (título original: Microagressions in Flux Whiteness, Disability, and Masculinity in Academia) del libro Influencia blanca: raza y comunicación intercultural y política (título original: De-Whitening Intersectionality: Race, Intercultural Communication, and Politics) de los escritores Shinsuke Iguchi, Bernadette Marie Calafell y Shadi Abdi, Libros Lexington, Nueva York, 2020.
- Libro Representaciones de mujeres peligrosas en series kuwaitíes: análisis de la representación de las mujeres kuwaitíes y el núcleo familiar (título original: Representations of Dangerous Women in Kuwaiti Musalsalat: Examining the Portrayal of Kuwaiti Women and the Nuclear Family), Northwestern University, Qatar.

### Otras Publicaciones
- Capítulo Problemática de los significados en Once minutos de Paulo Coelho (título original: Problematic Politics of Meanings in Paulo Coelho's Eleven Minutes) del libro Haciendo relaciones: un enfoque interdisciplinario de la diversidad cultural (título original: Making Connections: Interdisciplinary Approaches to Cultural Diversity), (Vol. 14, No. 2), Universidad de Bloomsburg, Pensilvania, 2013.
- El artículo “ Comentario desde el campo: discapacidad, afrontamiento e identidad ” publicado en el Journal of Literary and Cultural Disability Studies (título original: “Journal of Literary and Cultural Disability Studies”), (Volumen 10, No. 3 ), Liverpool University Press, 2013.
- El artículo “ Literatura romántica infantil en el siglo XVIII ” publicado en la “Revista Internacional de Humanidades y Estudios Culturales” (título original: “Revista Internacional de Humanidades y Estudios Culturales”), (Vol. No. 2, Número 1), junio 2015.
- El artículo “Portraits of Madwomen Working in British Literature, Post-Colonial and Nomadism” (título original: “ Locas Agentes en la escritura británica, poscolonial y beduina ”) publicado en Studies on Middle Eastern Women (título original: “The Journal of Middle East Women's Studies” (Vol. 12, No. 2), Universidad de Duke, 2016.
- El artículo " Activism Inside a Kuwaiti Classroom " - Edición especial - publicado en St. John's University Humanities Review (título original: "The St. John's University Humanities Review"), (Volumen No. 14, Edición 1), Semestre de primavera, 2017.
- El artículo “La yegua en La tienda de Miral Al-Tahawy ” publicado en “Cultural Intertexts” (Volumen No. 7, No. 1), noviembre de 2017.
- El artículo “ Ataques, deseo y muerte en la novela “El gemelo del eco” de Mai Al-Naqeeb y “El dios de las cosas pequeñas ” de Arundhati Roy ” publicado en Journal of Arts and Humanities (IAFOR), 2017.
- El artículo “ Troubling Academe: Disability, Borders, and Boundaries ” publicado en Journal of Middle East Women's Studies (título original: “The Journal of Middle East Women's Studies”), (Volumen No. 13, No. 3), noviembre de 2017 .
- El artículo “ ¿Cómo puede la literatura salvar el alma humana? (Título original: “ How Literature Saves Lives ”), (Número 152), publicado en Leading Magazine, 2018.
- Artículo “Escribir una narrativa de enfermedad y negociar la identidad: el viaje de un académico/autor kuwaití”) publicado en Life Writing, 2018.
- El artículo “Ser mujer, discapacitada o cualquier otro grupo: explorando su identidad ” (título original: “ Sobre ser mujer, otra, discapacitada: navegando por la identidad ”) publicado en “Palabra y texto: revista de estudios literarios y lingüísticos” ( título original: “Palabra y texto: una revista de estudios literarios y lingüísticos”), 2018.
- El artículo “ Refundición de Dorothy Wordsworth: la voz literaria no descubierta de una escritora ” publicado en Arab Journal for the Humanities (título original: “Arab Journal for the Humanities”). Volumen No. 37, Número 146), 2019.
- El artículo “ Temas sobre la supervivencia y la educación: la perspectiva de un académico sobre la discapacidad” (título original: “ Sobre la supervivencia y la educación: la perspectiva de un académico sobre la discapacidad ”) publicado en el Canadian Journal of Disability Studies (título original: “Canadian Journal of Disability Studies ”), (Tomo N° 8, N° 4), 2019.
- Artículo “ ¡ Pero ellos no son como nosotros! El enfoque pedagógico del drama de Shakespeare en Kuwait (Título original: " ¡Pero no son nada como nosotros!" Un enfoque pedagógico del drama de Shakespeare en Kuwait ) publicado en la revista "Cultural Intertexts" (Volumen No. 9, No. 1), 2019.
- El artículo “Escribiendo el cuerpo silenciado ” publicado en Journal of Middle East Women’s Studies (título original: “The Journal of Middle East Women’s Studies”), (Volumen No. 16, Número 1), 2020.
- El artículo “ Reflexión sobre la pérdida de una mascota en la narración: En memoria de mi perro, Flick ” (Título original: “ Reflexiones narrativas sobre la pérdida de un animal de compañía: En memoria de Flake ”) publicado en Journal of Autoethnography (Título original: “Revista de Autoetnografía” “), (Volumen No. 1, No. 4), septiembre 2020.
- Artículo “ En la Piedra del Conejo. ” Salud, enfermedad y supervivencia ” (Título original: “ Down the Rabbit-hole. Health, Illness, and Survival ”) publicado en FAM: Beirut Literary and Art Journal (título original: “Rusted Radishes: Beirut Literary and Art Journal”), Universidad Americana de Beirut, Beirut, el artículo se publicará en breve.

## Otras contribuciones

### Charlas, congresos y foros
- Una conferencia titulada “ El trabajo de las mujeres y las mujeres beduinas ” (título original: “ De las yeguas y las mujeres beduinas ”) en la conferencia “Animales cosmopolitas” (título original: “Animales cosmopolitas”), Universidad de Londres, Londres, 2012.
- Una conferencia titulada " Estar enfermo" (título original: " Sobre estar enfermo ") en la Conferencia sobre "Humanidades médicas" (título original: "Humanidades médicas"), Universidad de Aberdeen, Aberdeen, 2013.
- Una conferencia titulada " El concepto de locura en la ficción de mujeres árabes" (título original: " La locura en la ficción de mujeres árabes ") en la conferencia "Vete a la mierda" en literatura femenina contemporánea (título original: "La palabra F en la literatura femenina contemporánea") Universidad de Queen, Belfast, 2013.
- Una conferencia titulada “ Enseñando a Shakespeare en Kuwait: Devolviendo a los muertos” (título original: “ Enseñando a Shakespeare en Kuwait: Devolviendo a los muertos ”) en la Conferencia Internacional sobre Innovaciones en las Ciencias Sociales, la Literatura y la Enseñanza (título original: “ The International Conference on Innovation in Social Science, Literature and Education”), Instituto de Toronto, Dubái, 2015.
- Una conferencia titulada “ El concepto de locura en dos cuentos de mujeres árabes” (título original: “ Locura en cuentos de dos mujeres árabes ”) en la conferencia “Comprender el concepto de locura” (título original: “Entender la locura”), Universidad de Oxford, Oxford, 2015.
- Una conferencia titulada " Discapacidad, estigma e identidad" (título original: " Discapacidad, estigma e identidad ") en el Student Think Club, Universidad Americana de Kuwait, Salmiya, 2015.
- Conferencia titulada “Sobre la escritura y la literatura ” (título original: “ Sobre la escritura y la literatura ”), Universidad del Golfo para la Ciencia y la Tecnología, Mubarak Al-Abdullah, 2015.
- Foro de Igualdad de Género (título original: “Foro de Paridad de Género”) realizado el Día Internacional de la Mujer, Kuwait, 2016.
- Conferencia titulada “La yegua en la tienda de Miral Al-Tahawy ” en la Conferencia Internacional de Artes y Humanidades (IAFOR), Dubái, 2017. Esta conferencia se basó en un trabajo de investigación que ganó el premio al mejor artículo.
- Una conferencia titulada " Un estudio sobre las estrategias del deseo y el lenguaje ilimitado en la poesía del escritor kuwaití Nujoud Al-Yaqout " (título original: "Estrategias del deseo y el lenguaje ilimitado en la poesía del autor kuwaití Nejoud Alyagout "), en la Conferencia sobre el idioma inglés and Literature (GELL) de la Universidad del Golfo para la Tecnología Científica, Mubarak Al-Abdullah, 2017.
- Una conferencia titulada "Notas sobre la carne: Historias de Kuwait " (título original: " Notas sobre la carne: Historias de Kuwait ") en la conferencia "Historias críticas" (título original: "Historias críticas") celebrada en la Asociación de Humanidades Médicas, Universidad de Kiel, Kiel, 2017.
- Al-Shammari dio una conferencia pública en su calidad de portavoz que se tituló " Desarrollo personal: Pensamientos sobre la carne " (título original: "Desarrollar el yo: Notas sobre la carne ") en la Universidad de Malta, Malta, 2017 .
- Al Shammari dio una conferencia como orador invitado titulada " Más allá de la trampa de la cultura" (título original: " Más allá de la trampa de la cultura ") en el Festival de Literatura de los Emiratos, Dubái, 2018.
- Al-Shammari dio una conferencia pública en su calidad de portavoz que se tituló " La dramatización de la literatura dentro del aula ", Sociedad de Kuwait TESOL, Universidad Americana de Kuwait, Salmiya, 2018.
- Una conferencia titulada " Dominación masculina , locura y subyugación femenina en series de televisión kuwaitíes" en la conferencia "Películas y medios visuales en el Golfo: imágenes, infraestructura e instituciones" que conecta África con el Medio Oriente, el sur de Asia y todo el world” (Título original: “Cine y medios visuales en el Golfo: imágenes, infraestructuras e instituciones que conectan África, Oriente Medio, el sur de Asia y el mundo”), Universidad de Nueva York, Abu Dabi, 2018.
- Una conferencia titulada " Narrando la discapacidad de las mujeres árabes en la literatura" (título original: " Narrando la discapacidad de las mujeres árabes en la literatura "), en la conferencia "Humanidades médicas" (título original: "Humanidades médicas"), Universidad Weill Cornell, Al Rayyan, 2018 .
- Una conferencia titulada “Escribiendo narrativas y lenguaje de mujeres: un asunto con el lenguaje ” en la conferencia “Traducción más allá de los márgenes” (título original: “Traducción más allá de los márgenes”). “), Universidad Hamad Bin Khalifa, Doha, 2019.
- Conferencia titulada “ Enseñanza de la literatura durante la pandemia” (Título original: “ Enseñanza de la literatura durante la pandemia ”) en la Conferencia virtual “La crisis educativa por la pandemia del coronavirus” (Título original: “Conferencia virtual sobre la crisis educativa del Covid-19”), Centro de Enseñanza, Aprendizaje e Investigación, Universidad del Golfo para la Ciencia y la Tecnología, Kuwait, 2020.

- Escritor y director de la novela “ My Last Duchess ” de Robert Browning para el Día del Idioma Inglés en la Universidad de Kuwait, 2006.
- Escritor y director de la obra “ Media ” de Eurípides, 2007.
- Referencia del Comité Social de la Universidad de Kuwait, Departamento de Inglés, 2007-2008.
- Guionista y director del Festival de Cine del Golfo, 2009.
- Director del English Language Club, Arab Open University, 2015-2016.
- Formador de equipos de debate, Universidad Abierta Árabe, 2015-2016.
- Organización de la Conferencia sobre Lengua y Literatura Inglesas (GELL) en la Universidad del Golfo para la Ciencia y la Tecnología, 2016-2017.
- Presidente de la Conferencia GELL sobre “ Héroes, Antihéroes y Villanos” (título original: Héroes, Antihéroes y Villanos ), 2017-2018. Fue nominada para una beca de la Fundación de Kuwait para el Avance de las Ciencias.
- Miembro del Comité de Becas, Universidad de Ciencia y Tecnología del Golfo, Mubarak Al-Abdullah, 2017-2018.
- Representante de la Facultad en el Consejo Universitario, Universidad del Golfo para la Ciencia y la Tecnología, Mubarak Al-Abdullah, 2017-2018.
- Presidente del comité de la conferencia titulado “Heroes and Villains 2018 ” (título original: “ Heroes and Villains 2018 ”), 2017-2018.
- Miembro del departamento del Comité de Reclutamiento, desde 2018 hasta la actualidad.
- Miembro del Comité Directivo del Centro de Estudios Globales, 2018-2019.
- Director de redes sociales para la campaña " MINDme : Mental Health Stigma in Kuwait" (Título original: " MINDme Campaign: Mental Health Stigma in Kuwait "), 2018-2019.
- Miembro del Comité de Currículo, 2018-2019.
- Director del Centro de Estudios Globales, Universidad del Golfo para la Ciencia y la Tecnología, 2019.
- Miembro del Comité de Acreditación, Universidad del Golfo para la Ciencia y la Tecnología, 2020.
- Director del English Language Club (Student Club), y actualmente ocupa este cargo.

### Membresías en asociaciones y clubes
- Red de Escritura de Mujeres para Estudios de Posgrado, enero de 2013 a la fecha.
- Asociación de Estudios de la Mujer de Oriente Medio (AMEWS), 2016-presente.
- Asociación de Estudios Feministas y de la Mujer, desde septiembre de 2016 hasta la actualidad.
- Care Materials (UK Researchers Network), marzo de 2017 a la fecha.
- La Sociedad de Literatura Comparada del Golfo, desde marzo de 2017 hasta ahora.
- Asociación de Escritura de Mujeres Contemporáneas, 2017-presente.
- TESOL Society Kuwait, desde enero de 2018 hasta la actualidad.
- La Academia Alemana de la Juventud Árabe para las Humanidades (AGYA), desde 2020 hasta ahora.